# Meia-Noite em Paris
Midnight in Paris (br/pt: Meia-Noite em Paris) é um filme hispano-estadunidense de 2011, dos gêneros comédia romântica e fantasia romântica, escrito e dirigido por Woody Allen e estrelado por Owen Wilson, Marion Cotillard e Rachel McAdams.
Em janeiro de 2012 foi indicado pela Academia de Artes e Ciências Cinematográficas ao Oscar de melhor direção de arte (Anne Seibel e Hélène Dubreuil), melhor direção (Woody Allen) e como melhor filme, além de ter sido o vencedor do prêmio de melhor roteiro original (Woody Allen).

## Sinopse
Gil (Owen Wilson) é um escritor e roteirista americano que vai com a noiva Inez e a família dela a Paris, cidade que idolatra. Ele realiza vários passeios noturnos sozinho e descobre que, surpreendentemente, ao badalar da meia-noite, é transportado para a Paris de 1920, época e lugar que considera os melhores de todos. Nessas "viagens", Gil vai a várias festas onde conhece inúmeros intelectuais e artistas que admira e que frequentavam a cidade-luz naquela época, como F. Scott Fitzgerald, Gertrude Stein, Ernest Hemingway, Salvador Dali, e outros, até que tenta acabar o seu romance com Inez, pois se apaixonou por Adriana (Marion Cotillard), uma bela moça do passado, e é forçado a confrontar a ilusão de que uma vida diferente (a "época de ouro" francesa) é melhor do que a atualidade.

## Elenco
- Owen Wilson - Gil Pender
- Rachel McAdams - Inez
- Kurt Fuller - John (pai de Inez)
- Mimi Kennedy - Helen (mãe de Inez)
- Michael Sheen - Paul Bates (cavalheiro pedante)
- Nina Arianda - Carol Bates
- Carla Bruni - guia do Museu
- Yves Heck - Cole Porter
- Alison Pill - Zelda Fitzgerald
- Corey Stoll - Ernest Hemingway
- Tom Hiddleston - F. Scott Fitzgerald
- Sonia Rolland - Josephine Baker
- Daniel Lundh - Juan Belmonte
- Kathy Bates - Gertrude Stein
- Marcial Di Fonzo Bo - Pablo Picasso
- Marion Cotillard - Adriana
- Léa Seydoux - Gabrielle
- Emmanuelle Uzan - Djuna Barnes
- Adrien Brody - Salvador Dalí
- Tom Cordier - Man Ray
- Adrien de Van - Luis Buñuel
- Gad Elmaleh - Detective Tisserant
- David Lowe - T. S. Eliot
- Yves-Antoine Spoto - Henri Matisse
- Laurent Claret - Leo Stein
- Vincent Menjou Cortes - Henri de Toulouse-Lautrec
- Olivier Rabourdin - Paul Gauguin
- François Rostain - Edgar Degas

## Produção

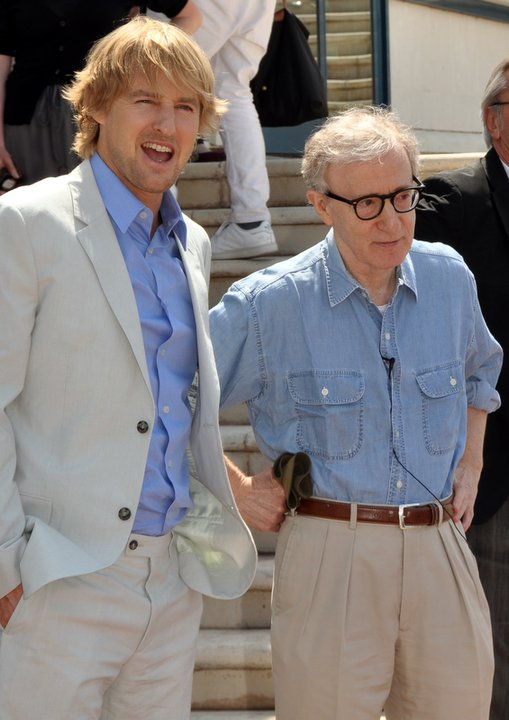
Owen Wilson e Woody Allen promovendo o filme no Festival de Cannes de 2011

Carla Bruni, a ex primeira-dama da França, faz uma ponta no filme. Woody Allen a chamou para interpretar a guia de um museu. Ela explicou o motivo da resposta positiva à nova experiência: "Não sou atriz, mas eu não poderia perder uma oportunidade como essas. Quando eu for avó, gostaria de poder dizer que fiz um filme com Woody Allen.".
É o primeiro filme de Allen totalmente gravado em Paris, apesar de Love and Death e Everyone Says I Love You terem sido parcialmente gravados lá.